# Manuel Rosenthal
Pour les articles homonymes, voir Rosenthal.
Manuel Rosenthal est un compositeur, chef d'orchestre et résistant français né à Paris 14e le 18 juin 1904 et mort à Paris 13e le 5 juin 2003.

## Biographie
Enfant juif né de mère russe et de père français, très doué pour la musique, il se voit offrir un violon par sa mère à l'âge de six ans. À la mort de son père, il a quatorze ans et, pour subvenir aux besoins de sa famille, joue dans les orchestres de cinéma.
Il est admis au Conservatoire de Paris (1918-1924) où il est l'élève du violoniste Jules Boucherit et entreprend des études de contrepoint et de fugue avec Jean Huré. Il compose en 1922 sa première œuvre, la Sonatine pour deux violons et piano, créée en 1923 au cours du 100e concert de la Société musicale indépendante.
Admirateur de Maurice Ravel, il le rencontre en 1925 (cette rencontre sera déterminante pour la suite de sa carrière en tant que compositeur) et devient l'un de ses rares élèves. Il entreprend avec lui la composition et alimente de ses témoignages plusieurs biographies de l'auteur du Boléro. En 1928, il remporte le prix Blumenthal et dirige son premier concert avec l'Orchestre Pasdeloup.
Dès 1930, il crée à l'Opéra-Comique une pièce ravélienne en un acte, Rayon des soieries, commande des Galeries Lafayette. Sa première pièce lyrique, Les Bootlegger (1933), est un échec. Elle est bientôt suivie d'une pochade, La Poule noire, qui, grâce à Maurice Yvain, sera créée au Théâtre des Champs-Elysées à l'occasion de l'Exposition internationale de 1937.
En 1934, le chef d'orchestre Désiré Inghelbrecht en fait son assistant lors de la création de l'orchestre national de la Radiodiffusion française. Rémunéré en tant que quatrième percussionniste, il reste éloigné de la direction d'orchestre. Rosenthal démissionne et prend un emploi de bureau à Radio Paris-PTT.
En 1936, Georges Mandel, ministre des Postes, Télégraphes et Téléphones, le charge de programmer trois nuits de musique radiodiffusée (musique symphonique française, opéra français, music-hall) offertes par la NBC pour Noël et le Nouvel An. Il se voit confier peu après la direction d'une nouvelle formation, l'orchestre de Paris-PTT, avec laquelle il s'impose en privilégiant notamment la musique contemporaine. En 1937, le Conseil supérieur de la Radiodiffusion nomme Rosenthal adjoint de Désiré Inghelbrecht avec des attributions renforcées.
Engagé dans un régiment d'infanterie en Alsace, il est fait prisonnier en mai 1940. Libéré par les Allemands l'année suivante lors d'un échange de prisonniers, il passe en zone libre et entre dans la Résistance.
De 1944 à 1947, il est chef permanent et directeur musical de l'Orchestre national de la Radiodiffusion française. Les créations, premières françaises ou premières mondiales s'enchaînent : Bartók, Stravinsky, Prokofiev, Britten, Richard Strauss, Henry Barraud, Jean Françaix, Milhaud, Rivier, Mihalovici, Maurice Jaubert, Ibert, Daniel-Lesur... Mais le public et les musiciens se lassent de ses programmes novateurs et il préfère répondre à l'appel des États-Unis.
Il démissionne en 1947 et occupe de 1948 à 1951 le poste de chef permanent de l'Orchestre symphonique de Seattle. Dans le même temps, il entame une brillante carrière internationale de chef d'orchestre ponctuée de nombreuses tournées dans les salles de concert les plus réputées. Son répertoire fait la part belle à Stravinsky, Bartok, Schönberg, Milhaud, Richard Strauss, Poulenc, Ravel, Debussy. Plus anticonformiste que véritablement moderne, il fait le lien entre répertoire classique et musique contemporaine.
De 1951 à 1962, il partage son temps entre la composition et une carrière de chef invité, notamment avec les orchestres radiophoniques. De 1962 à 1974, il est professeur de direction d'orchestre au Conservatoire de Paris.
Sa musique, proche du néoclassicisme, brille par son habileté d'écriture, le scintillement et le raffinement de son orchestration. Selon son élève et assistant Jean-Luc Tinguaud, Rosenthal avait « une véritable science de l'orchestre. Il dirigeait sans baguette et insistait sur le rôle des mains. Il tenait beaucoup à ce qu'il appelait l'imposition des mains. Il avait un contact incomparable avec les orchestres, quels qu'ils soient (...) Ce n'était pas un fétichiste du son français, mais il connaissait tous les secrets de cette musique et savait la faire sonner ».
De 1964 à 1967, il est le chef permanent et le directeur de l'Orchestre philharmonique de Liège. À un âge avancé, il continue de diriger à travers le monde, surtout aux États-Unis : après avoir débuté en 1977 au New York City Opera, il débute en février 1981 au Metropolitan Opera de New York où il donne 76 concerts de 1981 à 1988. Il retourne triomphalement à Seattle en 1986 pour diriger la Tétralogie de Wagner et donne Pelléas et Mélisande à Moscou en 1987.
Il est de nombreuses fois récompensé et est fait commandeur de la Légion d'honneur. Membre fondateur de la Fondation Maurice Ravel en 1947-1949, il succède à Marcel Landowski comme président en 1990, fonction qu'il occupe jusqu'à sa mort.
Il meurt à Paris le 6 juin 2003, quelques jours avant ses 99 ans, alors qu'il écrivait ses souvenirs intitulés Musique adorable. Sa deuxième épouse, Claudine Verneuil, est morte en novembre 2016.

## Œuvres
- Le Naufrage.
- Chansons du monsieur Bleu
- 1923.  Sonatine pour deux violons
- 1923. Trois petites "music" pour piano à deux mains[4]
- 1923-1926. Rayon de soieries, opéra bouffe
- 1927. Sérénade pour orchestre
- 1928-1929. Un baiser pour rien (ballet)
- 1934-1936. Jeanne-d'Arc (orchestre)
- 1937-1937. La Poule Noire, délicieuse et subtile petite comédie chantée
- 1936-1939. St François d'Assise
- 1938. Gaîté Parisienne (ballet)
- 1941. Musique de table (orchestre)
- 1942. Les soirées du Petit Juas (quatuor cordes)
- 1943-1944. Cantate pour le temps de la Nativité
- 1947. Symphonie de Noël
- 1947-1948. Aesopi Convinium (violons, piano, orchestre)
- 1948. Magic Manhattan
- 1948. Que le diable l'emporte (ballet)
- 1949. Symphonie
- 1952-1953. A chœur Vaillant
- 1953. Missa de Gratias
- 1953. Offenbachiana
- 1955. Rondes Françaises
- 1956. Les femmes au tombeau (drame lyrique)
- 1957-1961. Hop Signor! (drame lyrique)
- 1970. Aeolus (quintette vent et cordes)
- 1972. 2 Études en camaïeu

### Gaîté parisienne
L'œuvre la plus célèbre de Rosenthal est sans doute son ballet Gaîté parisienne (1938). Celui-ci est constitué d'arrangements de pièces, souvent populaires, de Jacques Offenbach (1819-1880). Ces pièces sont essentiellement tirées des divers opéras bouffes ou opérettes de ce dernier. Voici les différents mouvements de Gaîté parisienne suivis de l'œuvre d'Offenbach de laquelle ils sont tirés.
- Ouverture (d'après La Vie parisienne)
- 1.	Allegro brillante			(d'après Mesdames de la Halle, 1858)
- 2.	Polka					(d'après Le Voyage dans la Lune)
- 3.	Poco allegro- A tempo de ländler	(d'après Lischen et Fritzchen)
- 4.	Mazurka					(d'après Vert-Vert)
- 5.	Valse				        (d'après La Vie parisienne)
- 6.	Allegro					(d'après La Vie parisienne)
- 7.	Polka					(d'après La Belle Hélène)
- 8.	Valse lente				(d'après Orphée aux Enfers)
- 9.	Tempo di marcia                         (d'après Tromb-al-ca-zar)
- 10.	Valse moderato				(d'après La Belle Hélène)
- 11.	Vivo					(d'après La Vie parisienne)
- 12.	Valse					(d'après Les Contes d'Hoffmann)
- 13.	Allegro molto			        (d'après Le Voyage dans la Lune)
- 14.	Valse					(d'après La Périchole)
- 15.	Allegro                                 (Manuel Rosenthal)
- 16.	Cancan                                  (d'après Orphée aux Enfers et Robinson Crusoé)
- 17.	Quadrille				(Orphée aux Enfers)
- 18.	Allegro					(Orphée aux Enfers)
- 19.	Allegro moderato
- 20.	Allegro					(Orphée aux Enfers)
- 21.	Allegro					(Orphée aux Enfers)
- 22.	Vivo					(Orphée aux Enfers)
- 23.	Barcarolle	(d'après Les Contes d'Hoffmann et Les Fées du Rhin)

### Filmographie

#### Cinéma
- 1931 : La Petite Marchande d'allumettes[5] de Jean Renoir et Jean Tedesco (court métrage)
- 1931 : Idylle à la plage d'Henri Storck (court métrage)
- 1938 : Hercule d'Alexander Esway
- 1938 : Éducation de prince d'Alexander Esway
- 1939 : Raphaël le tatoué de Christian-Jaque
- 1946 : Paris en Technicolor de Jean-Claude Bernard (court métrage)
- 1947 : Le Bataillon du ciel d'Alexander Esway
- 1947 : Vol à voile d'André Gillet (court métrage)

#### Télévision
- 1963 : La Poule noire de Jean Vernier (téléfilm)
- 1988 : Les Français vus par de Luigi Comencini, Jean-Luc Godard, Werner Herzog, David Lynch et Andrzej Wajda (mini-série télévisée, 2 épisodes)

## Récompenses et distinctions
- 1976 : Prix Florence Gould de composition musicale de l'Académie des beaux-arts
- 1981 : Prix Maurice Ravel de la Fondation Maurice Ravel

## Écrits
- Maurice Ravel : souvenirs de Manuel Rosenthal / recueillis par Marcel Marnat (préf. Marcel Marnat, édition annotée par Marcel Marnat), Paris, Hazan, 1995, 206 p. (ISBN 2-85025-402-9, BNF 35743963)
- Maurice Ravel : souvenirs de Manuel Rosenthal / recueillis par Marcel Marnat (préf. Marcel Marnat, édition annotée par Marcel Marnat et Thierry Bouchard), Paris, Fario, coll. « Théodore Balmoral », 2018, 240 p. (ISBN 979-10-91902-50-2, BNF 45636867) Réédition -avec nouvelle préface- de l'ouvrage précédent, épuisé